# كلارك هابيل
كلارك هابيل (بالإنجليزية: Clarke Abel)‏  (و. 1780 – 1826 م) هو عالم نبات، وعالم طبيعة، وجراح، من المملكة المتحدة لبريطانيا العظمى وأيرلندا، ولد في سوفولك، وكان عضوًا في الجمعية الملكية، والجمعية الآسيوية، وجمعية لندن الجيولوجية، توفي في كانبور، عن عمر يناهز 46 عاماً.

## جوائز
حصل على جوائز منها:
- زميل في الجمعية الملكية (3 نوفمبر 1819).[5]